# Robert Dottrens
Robert-Alexandre Dottrens, né à Carouge, le 27 avril 1893 et mort à Troinex le 11 février 1984 est un pédagogue expérimentaliste suisse. Il est professeur de pédagogie à l'université de Genève.

## Biographie
Robert Dottrens est d'abord instituteur, de 1912 à 1921, puis il obtient le diplôme de l'Institut Jean-Jacques Rousseau, où il enseigne à partir de 1925. Il travaille au rapprochement de l'institut et de l'université de Genève. Il soutient en 1931 une thèse en sociologie, intitulée Le problème de l'inspection et l'éducation nouvelle : Essai sur le contrôle pédagogique et social de l'enseignement primaire. Il crée puis dirige l'école d'application expérimentale du Mail (1928-1952). Robert Dottrens est privat-dozent en 1931, puis il est professeur de pédagogie générale et d'histoire de la pédagogie à l'université de Genève (1952-1963), où il fonde le Laboratoire de pédagogie expérimentale. 
Il est membre fondateur du Bureau international d'éducation en 1925, et membre de son conseil de 1929 à 1959. Il est très engagé dans les rencontres d'enseignants expérimentalistes, qui aboutissent à la création de l'Association internationale de pédagogie expérimentale de langue française (AIPELF). Il est à l'origine de la première réunion d'enseignants universitaires à Lyon, en 1953.